# Krystyna Kowalska-Krysińska
Krystyna Kowalska-Krysińska (ur. 2 kwietnia 1907 w Radomiu, zm. 1991 tamże) – polska malarka i pedagog.

## Życiorys
Ukończyła radomskie gimnazjum prowadzone przez Marię Gajl i wyjechała do Warszawy, gdzie przez rok doskonaliła warsztat malarski pracując i ucząc się w pracowni Adama Rychterskiego. Od 1926 uczęszczała do Szkoły Sztuk Zdobniczych i Malarstwa, poznała tam tajniki malarstwa sztalugowego. Dyplom uzyskała w 1931 i powróciła do rodzinnego miasta. Poślubiła malarza Jędrzeja Krysińskiego, przed 1939 miała dwie wystawy w Radomiu. Po 1945 została członkiem Towarzystwa Przyjaciół Sztuk Pięknych. Razem z mężem współtworzyli radomskie środowisko malarskie, współpraca z Wacławem Dobrowolskim pozwoliła na zainicjowanie cyklicznych wystaw i przedsięwzięć popularyzujących malarstwo w Radomiu. 
Tworzyła barwne pejzaże, martwe natury i kompozycje oraz kolorowe obrazy kwiatów.